# Cala Pilar

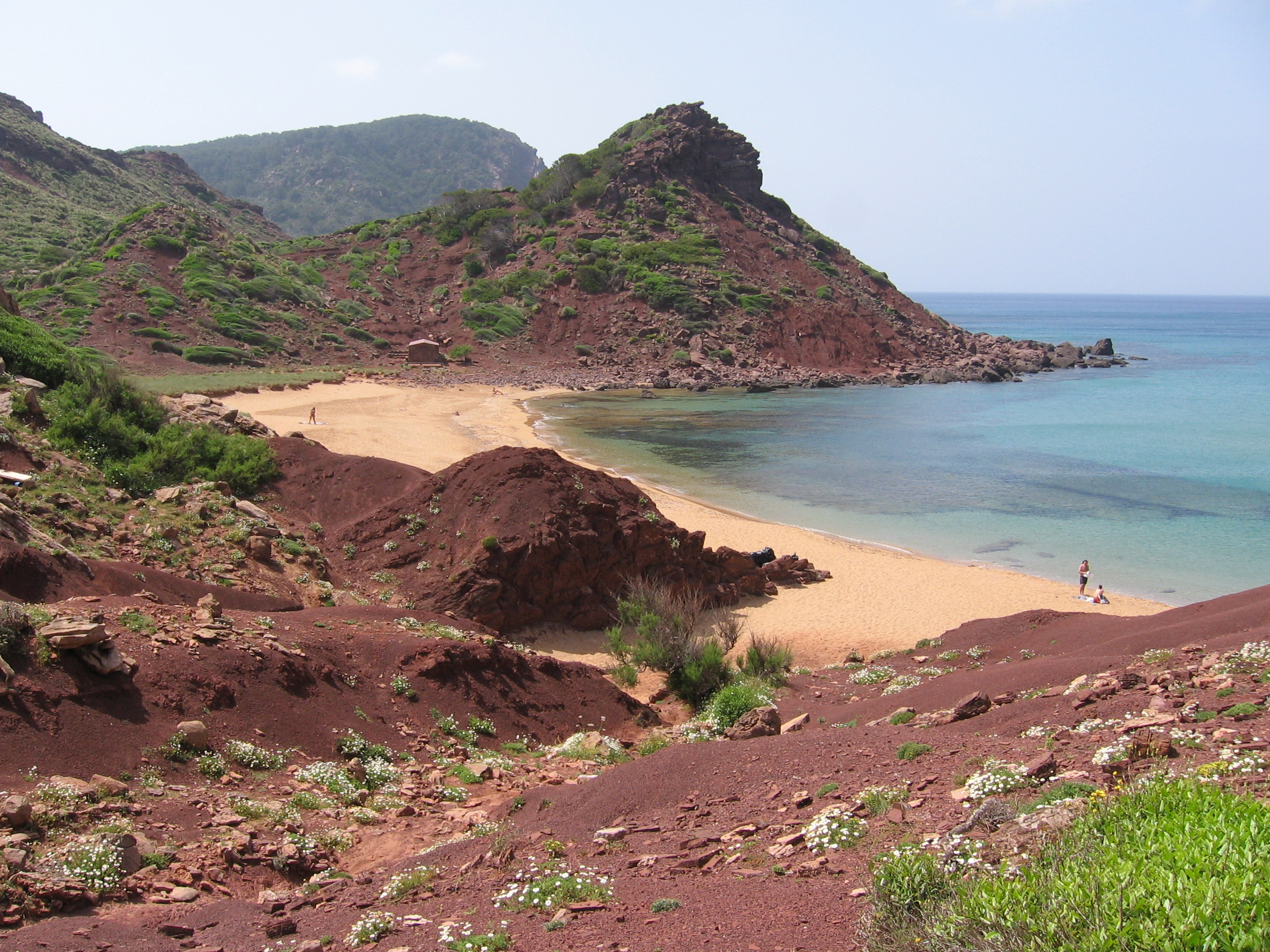
Cala Pilar.

Cala Pilar es una pequeña bahía natural que se encuentra en el noroeste de la isla de Menorca, en el municipio de Ciudadela. Cala Pilar es una playa virgen de la costa norte de Menorca sin acceso en coche pero ubicada en un paraje natural incomparable.

## Descripción
Es una amplia playa a los pies de un acantilado, que le hace de amparo. La playa se encuentra de cara al norte y no suele tener demasiados visitantes por la dificultad de llegar a ella.

## Acceso
Se puede llegar a cala Pilar desde la carretera general C-721, saliendo de Ferrerías dirección Ciudadela, en el punto kilométrico 34. Tomar a la derecha un camino rural asfaltado, unos cuatro kilómetros más adelante, donde termina el asfalto, hay que girar a la izquierda y tomar un camino de tierra y seguirlo hasta llegar a una gran arboleda. De aquí en adelante sólo se puede ir andando, caminar unos 10 minutos hasta llegar a una playa de piedras, coger un pequeño camino que se adentra por el bosque y seguirlo hasta el final (unos 45 minutos) donde se encuentra cala Pilar.